# Barys Batura
Barys Wasiljewicz Batura (biał. Барыс Васільевіч Батура, ros. Борис Васильевич Батура, ur. 28 lipca 1947 w Wołkowysku) – białoruski polityk i sportowiec, w latach 2008–2010 członek i przewodniczący Rady Republiki Zgromadzenia Narodowego Republiki Białorusi. Generał-major rezerwy (2011).

## Życiorys
Urodził się w Wołkowysku, w obwodzie grodzieńskim Białoruskiej SRR, ZSRR. W 1970 roku ukończył Białoruski Państwowy Instytut Politechniczny w Mińsku ze specjalnością inżyniera-mechanika. Po studiach pracował jako majster cechu, inżynier-technolog pełniący obowiązki szefa działu technicznego agencji kontroli UŻ-15/11 obwodowego pododdziału milicji Grodzieńskiego Obwodowego Komitetu Wykonawczego.
- 1973–1979 – naczelnik Wołkowyskiego Kombinatu Komunalnych Przedsiębiorstw Zarządzania Gospodarki Komunalnej Grodzieńskiego Obwodowego Komitetu Wykonawczego;
- 1979–1983 – zastępca naczelnika Zarządu Gospodarki Mieszkaniowo-Komunalnej Grodzieńskiego Obwodowego Komitetu Wykonawczego;
- 1983–1987 – pierwszy zastępca, a następnie naczelnik Wytwórczego Zarządu Gospodarki Mieszkalno-Komunalnej przy Grodzieńskim Obwodowym Komitecie Wykonawczym;
- 1987–1990 – zastępca ministra gospodarki mieszkaniowo-komunalnej Białoruskiej SRR, zastępca przewodniczącego Grodzieńskiego Obwodowego Komitetu Wykonawczego;
- 1990–1999 – minister gospodarki mieszkalno-komunalnej Republiki Białorusi; 1 sierpnia 1994 Rozporządzeniem Prezydenta Nr 13[2] wyznaczony ponownie na to stanowisko;
- czerwiec 1999 – 13 listopada 2000 – zastępca premiera;
- 6 października 2000 – wyznaczony na przedstawiciela państwa w AAT „Biełbiznesbank”;
- 13 listopada 2000 – zgłoszony na przewodniczącego Mohylewskiego Obwodowego Komitetu Wykonawczego (Rozporządzeniem Prezydenta Nr 592[3]), na wolne miejsce po dymisji Michaiła Drażyna; dzień później jego kandydatura została zatwierdzona przez Radę Deputowanych Mohylewskiego Obwodowego Komitetu Wykonawczego;
- 24 listopada 2000 – mianowany członkiem Rady Republiki, izby wyższej białoruskiego parlamentu (Rozporządzeniem Prezydenta Nr 607[4]);
- 24 października 2008 – mianowany członkiem Rady Republiki IV kadencji (Rozporządzeniem Prezydenta Nr 607[5]);
- 31 października 2008 – wybrany na przewodniczącego Rady Republiki IV kadencji[6][7].
- 20 maja 2010 został mianowany przewodniczącym Obwodowego Komitetu Wykonawczego w Mińsku[8].

Barys Batura stoi na czele Białoruskiej Federacji Koszykówki i jest członkiem Narodowego Komitetu Olimpijskiego Republiki Białorusi.

## Życie prywatne
Barys Batura posiada willę położoną w elitarnej mińskiej dzielnicy Drozdy, zamieszkanej przez przedstawicieli władzy i ludzi blisko związanych z przywódcą Białorusi Alaksandrem Łukaszenką.

## Odznaczenia i nagrody
- Order Ojczyzny II stopnia (2007)
- Order Ojczyzny III stopnia
- Order „Znak Honoru” (1986)
- Jubileuszowy Medal „90 lat Sił Zbrojnych Republiki Białorusi”
- Zasłużony Pracownik Sfery Usług Białorusi (1997)
- Gramota Pochwalna Zgromadzenia Narodowego Białorusi
- Gramota Pochwalna Rady Ministrów Republiki Białorusi
- Honorowy Obywatel Miasta Mohylewa
- Order św. Cyryla Turowskiego, od Białoruskiego Egzarchatu Rosyjskiego Kościoła Prawosławnego (2007)